# Alberto di Meclemburgo
Alberto di Meclemburgo, Albrecht von Mecklenburg in tedesco o Albrekt av Mecklenburg in svedese (Meclemburgo, 1338 circa – 1º aprile 1412), figlio della sorella di Magnus IV di Svezia, fu re di Svezia dal 1363 al 1395 e duca di Meclemburgo-Schwerin dal 1379 fino alla sua morte con il nome di Alberto III di Meclemburgo.

## Biografia
Nel 1384 egli ereditò il titolo Ducale di Meclemburgo e unì i due stati in unione personale. Egli era il secondo figlio del duca Alberto II di Meclemburgo e Eufemia di Svezia, figlia del duca Erik Magnusson di Södermanland e sorella del re Magnus Eriksson. Egli sposò Ricciarda di Schwerin, figlia del Conte Ottone di Schwerin; Ricciarda morì nel 1377 e venne sepolta a Stoccolma.
Alberto basò i propri diritti al trono sulla parentela con la casa di Sverker, attraverso la madre che gli consentì di ascendere al trono di Svezia, e attraverso Kristina Sverkersdotter, figlia di Sverker II di Svezia, conosciuto anche con il nome di Sverker il Giovane. Sverker II fu Re di Svezia dal 1196 al 1208.

### Il Regno di Svezia
Nel 1363 divenne membro del Consiglio Svedese dell'Aristocrazia, guidato da Bo Jonsson Grip, giungendo alla corte di Meclemburgo. Gli svedesi avevano bandito dal regno Magnus Eriksson, che era impopolare anche presso la nobiltà. Alla richiesta dei nobili, Alberto invase la Svezia dal Meclemburgo, supportato da molti nobili tedeschi. Molte città della Lega Anseatica e duchi della Germania del Nord espressero pieno supporto al nuovo re. Stoccolma e Kalmar, a maggioranza di popolazione anseatica, videro di buon occhio questo intervento.
Alberto venne proclamato re di Svezia e incoronato ufficialmente il 18 febbraio del 1364. L'incoronazione si svolse nel luogo chiamato "Pietre di Mora", dove venivano incoronati tutti i re di Svezia e dove tradizionalmente saranno incoronati tutti i sovrani.
L'incoronazione di Alberto portò a otto anni di guerre tra i sostenitori di Alberto e quelli di Magnus. In una battaglia presso Enköping nel 1365 tra le forze tedesche di Alberto e quelle di Magnus Eriksson, supportate dal re Haakon VI di Norvegia (figlio di Magnus), Magnus venne sconfitto e fatto prigioniero da Albert. Dopo la sconfitta iniziale Valdemaro IV di Danimarca aderì nel supporto dei contadini svedesi, che supportavano Magnus. A parte le roccaforti tedesche come Stoccolma Alberto era impopolare in gran parte della Svezia, specialmente nei comuni più importanti dove Alberto aveva nominato ufficiali tedeschi. Con il supporto di svedesi e danesi Haakon assediò Stoccolma nel 1371. L'assedio ebbe breve durata; con l'aiuto della nobiltà svedese di Stoccolma Alberto fu in grado di sconfiggere norvegesi e danesi. Venne firmata una pace, alla condizione che Magnus sarebbe stato liberato e avrebbe potuto tornare sano e salvo in Norvegia. Alberto si sarebbe assicurato la corona svedese, ma pretese che la sua incoronazione venisse riconosciuta da tutta la nobiltà. Bo Jonsson (Grip) usò il proprio potere personale per usurpare il possesso di 1.500 fattorie e presto divenne il più grande proprietario terriero svedese, con il possesso di un terzo dei territori nazionali.

### La deposizione
Alberto mantenne la corona svedese per i successivi 19 anni, ma molti degli svedesi dell'Ovest non supportarono il suo regno. Fu solo quando tentò la riduzione di gran parte delle proprietà terriere della nobiltà svedese che perse completamente il supporto di Stoccolma. Nel 1389 il consiglio dei nobili si rivolse a Margherita I di Danimarca per chiederle di aiutarli nella detronizzazione di Alberto. Margherita inviò delle truppe nel febbraio del 1389 e i danesi sconfissero Alberto nella Battaglia di Åsle. Alberto venne catturato, deposto e inviato al Castello di Lindholmen nella regione della Scania, dove passò i successivi sei anni in prigionia. Venne rilasciato 16 giorni dopo i negoziati di pace del 1395, con i quali si impegnava a cedere Stoccolma entro tre anni, o a pagare una grande somma di retribuzione per Margherita di Danimarca. Trascorsi i tre anni Alberto scelse di cedere Stoccolma e nel 1398 la città venne ceduta a Margherita di Danimarca.
Dopo la sua liberazione Alberto tornò nel Meclemburgo dove riprese pieno possesso del proprio ducato che nel 1384 aveva ottenuto dal fratello Enrico, morto senza eredi. Alberto supportò nuove azioni ai danni della Svezia, dando il proprio aiuto all'Ordine Teutonico che assediò e conquistò Gotland. Gotland venne restituita alla Danimarca solo nel 1408, quando Eric di Pomerania la comprò da Alberto e dall'Ordine Teutonico.
Alberto morì nel 1412 e venne sepolto nel Monastero di Doberan, in Meclemburgo.

## Matrimoni e figli
Nel 1359 Alberto sposò Riccarda di Schwerin in un matrimonio contratto a Wismar il 12 ottobre 1352. Il re e la regina ebbero due figli:
1. Eric (morto nel 1397), principe ereditario svedese[1] e sovrano di Gotland
2. Riccarda Caterina (morta nel 1400), sposò a Praga nel 1388 Giovanni di Boemia (1370–1396), Margravio di Moravia e Duca di Görlitz (Lusazia), quinto figlio maschio dell'Imperatore Carlo IV.

A febbraio del 1396 a Schwerin Alberto sposò Agnese di Brunswick-Lüneburg (morta nel 1430/1434). Ebbero un solo figlio maschio:
1. Alberto V di Meclemburgo (morto nel 1423), Duca di Meclemburgo e Schwerin

## Ascendenza
|                             |                      |                        | Genitori                    |  |  | Nonni |  |  | Bisnonni                |  |  | Trisnonni                 |  |
|                             |                      |                        |                             |  |  |       |  |  | Enrico I di Meclemburgo |  |  | Giovanni I di Meclemburgo |  |
|                             |                      |                        |                             |  |  |       |  |  | Enrico I di Meclemburgo |  |  | Giovanni I di Meclemburgo |  |
|                             |                      | Liutgarda di Henneberg |                             |  |  |       |  |  | Enrico I di Meclemburgo |  |  |                           |  |
| Enrico II di Meclemburgo    |                      |                        |                             |  |  |       |  |  | Enrico I di Meclemburgo |  |  |                           |  |
|                             |                      | Anastasia di Pomerania | Barnim I di Pomerania       |  |  |       |  |  |                         |  |  |                           |  |
|                             |                      | Anastasia di Pomerania | Barnim I di Pomerania       |  |  |       |  |  |                         |  |  |                           |  |
|                             |                      | Anastasia di Pomerania | Marianna                    |  |  |       |  |  |                         |  |  |                           |  |
| Alberto II di Meclemburgo   |                      | Anastasia di Pomerania |                             |  |  |       |  |  |                         |  |  |                           |  |
|                             |                      | Alberto II di Sassonia | Alberto I di Sassonia       |  |  |       |  |  |                         |  |  |                           |  |
|                             |                      | Alberto II di Sassonia | Alberto I di Sassonia       |  |  |       |  |  |                         |  |  |                           |  |
|                             |                      | Alberto II di Sassonia | Elena di Brunswick-Lüneburg |  |  |       |  |  |                         |  |  |                           |  |
| Anna di Sassonia-Wittenberg |                      | Alberto II di Sassonia |                             |  |  |       |  |  |                         |  |  |                           |  |
|                             |                      | Agnese d'Asburgo       | Rodolfo I d'Asburgo         |  |  |       |  |  |                         |  |  |                           |  |
|                             |                      | Agnese d'Asburgo       | Rodolfo I d'Asburgo         |  |  |       |  |  |                         |  |  |                           |  |
|                             |                      | Agnese d'Asburgo       | Gertrude di Hohenberg       |  |  |       |  |  |                         |  |  |                           |  |
| Alberto di Meclemburgo      |                      | Agnese d'Asburgo       |                             |  |  |       |  |  |                         |  |  |                           |  |
|                             | Magnus III di Svezia | Birger Magnusson       |                             |  |  |       |  |  |                         |  |  |                           |  |
|                             | Magnus III di Svezia | Birger Magnusson       |                             |  |  |       |  |  |                         |  |  |                           |  |
|                             | Magnus III di Svezia | Ingeborg Eriksdotter   |                             |  |  |       |  |  |                         |  |  |                           |  |
| Erik Magnusson              | Magnus III di Svezia |                        |                             |  |  |       |  |  |                         |  |  |                           |  |
|                             |                      | Helvig di Holstein     | Gerhard I di Holstein       |  |  |       |  |  |                         |  |  |                           |  |
|                             |                      | Helvig di Holstein     | Gerhard I di Holstein       |  |  |       |  |  |                         |  |  |                           |  |
|                             |                      | Helvig di Holstein     | …                           |  |  |       |  |  |                         |  |  |                           |  |
| Eufemia di Svezia           |                      | Helvig di Holstein     |                             |  |  |       |  |  |                         |  |  |                           |  |
|                             |                      | Haakon V di Norvegia   | Magnus IV di Norvegia       |  |  |       |  |  |                         |  |  |                           |  |
|                             |                      | Haakon V di Norvegia   | Magnus IV di Norvegia       |  |  |       |  |  |                         |  |  |                           |  |
|                             |                      | Haakon V di Norvegia   | Ingeborg di Danimarca       |  |  |       |  |  |                         |  |  |                           |  |
| Ingeborg di Norvegia        |                      | Haakon V di Norvegia   |                             |  |  |       |  |  |                         |  |  |                           |  |
|                             |                      | …                      | …                           |  |  |       |  |  |                         |  |  |                           |  |
|                             |                      | …                      | …                           |  |  |       |  |  |                         |  |  |                           |  |
|                             |                      | …                      | …                           |  |  |       |  |  |                         |  |  |                           |  |
|                             |                      | …                      |                             |  |  |       |  |  |                         |  |  |                           |  |